# Йоахим Зигизмунд фон Бранденбург
Йоахим Зигизмунд фон Бранденбург (на немски: Joachim Sigismund von Brandenburg; * 25 юли 1603 в Берлин; † 22 февруари 1625 в Берлин) от фамилията Хоенцолерн е маркграф на Браденбург и велик майстор на протестантския Йоанитски орден.
Той е вторият син на курфюрст Йохан Зигизмунд фон Бранденбург (1572–1620) и Анна от Прусия (1576–1625), най-възрастната дъщеря на херцог Албрехт Фридрих от Прусия. По-големият му брат курфюрст Георг Вилхелм (1595–1640) се жени през 1616 г. в Хайделберг за принцеса Елизабет Шарлота от Пфалц. Сестра му Мария Елеонора (1599–1655) се омъжва през 1620 г. за крал Густав II Адолф от Швеция (1594–1632).
Майка му желае да постави Йоахим за наследник на Херцогство Прусия, което е донесла към Курфиурство Брамденбург. Но баща му курфюрст Йохан Зигизмунд отказва да раздели страната.
Брат му Георг Вилхелм му дава през 1624 г. службата херенмайстор на Йоанитския орден в бранденбургския балей Зоненбург. Йоахим Зигизмунд умира следващата година на 21 години и е погребан в гробницата на Хоенцолерните в Берлинската катедрала.